# Cinquième circonscription de la préfecture de Hiroshima
La cinquième circonscription de la préfecture de Hiroshima (広島県第5区, Hiroshima-ken dai-go-ku) est l'une des six circonscriptions législatives que compte la préfecture de Hiroshima au Japon.

## Description géographique
Entre 1994 et 2013, la cinquième circonscription de la préfecture de Hiroshima regroupait les villes de Kure et Takehara, le district de Toyota et une partie du district d'Aki correspondant aux bourgs d'Etajima (ja), Ondo (ja), Kurahashi (ja), Shimokamagari (ja) et Kamagari (ja).
Entre 2013 et 2022, elle comprenait les villes de Kure et Takehara, une partie des villes de Mihara, Onomichi, Higashihiroshima et Etajima et le district de Toyota.
Depuis 2022, elle réunit les villes de Mihara, Onomichi, Fuchū, Miyoshi et Shōbara et les districts de Sera et Jinseki,.

## Députés
| Législature | Début de mandat | Fin de mandat | Député élu          | Parti politique | Parti politique |
| ----------- | --------------- | ------------- | ------------------- | --------------- | --------------- |
| 41e         | 1996            | 2000          | Yukihiko Ikeda (ja) |                 | PLD             |
| 42e         | 2000            | 2003          | Yukihiko Ikeda (ja) |                 | PLD             |
| 43e         | 2003            | 2004          | Yukihiko Ikeda (ja) |                 | PLD             |
| 43e         | 2004            | 2005          | Minoru Terada       |                 | PLD             |
| 44e         | 2005            | 2009          | Minoru Terada       |                 | PLD             |
| 45e         | 2009            | 2012          | Mitsuo Mitani (ja)  |                 | PDJ             |
| 46e         | 2012            | 2014          | Minoru Terada       |                 | PLD             |
| 47e         | 2014            | 2017          | Minoru Terada       |                 | PLD             |
| 48e         | 2017            | 2021          | Minoru Terada       |                 | PLD             |
| 49e         | 2021            | 2024          | Minoru Terada       |                 | PLD             |
| 50e         | 2024            | -             | Kōji Satō (ja)      |                 | PDC             |